# Émeraude de Porto Rico
Riccordia maugaeus
Espèce
Statut de conservation UICN

 LC  : Préoccupation mineure
Statut CITES
L’émeraude de Porto Rico (Riccordia maugaeus) ou  émeraude de Maugé, est une espèce d'oiseau-mouche (famille des Trochilidae) 
endémique de l’archipel de Porto Rico.

## Description
Cet oiseau présente un dimorphisme sexuel. Le mâle a des plumes vertes sur l’ensemble du corps et une queue noire tandis que la femelle a une queue marquée de blanc. Cet oiseau mesure 9 à 11 cm pour une masse allant de 2,8 à 3,6 g. 

## Habitat et répartition
Cette espèce est principalement rencontrée dans les zones montagneuses de Porto Rico, ainsi que sur la côte sud-ouest de l’île principale dans la Forêt d'État de Guánica.

## Comportement
Les émeraudes de Porto Rico sont très territoriaux et défendent leurs territoires au prix de poursuites aériennes intenses. 

## Alimentation
Ils se nourrissent d’insectes, d’araignées et de nectar. 

## Nidification
Ils se reproduisent tout au long de l’année, bien que les nichées soient concentrées avant la saison humide, de février à mai. Les œufs sont très petits, mesurant entre 8 et 13 mm.

Carte de répartition de l'espèce

## Source
- (en) Cet article est partiellement ou en totalité issu de l’article de Wikipédia en anglais intitulé « Puerto Rican Emerald » (voir la liste des auteurs).